# .mc
.mc – domena internetowa przypisana do Księstwa Monako.

## Domeny drugiego stopnia
- .tm.mc: zarejestrowane znaki towarowe,
- .asso.mc: stowarzyszenia.